# SMS S 148
Le SMS S 148 est un torpilleur de la Kaiserliche Marine. En 1917, il prend le nom de T 148 puis revient à la Reichsmarine.

## Histoire
À sa mise en service, le navire fait différentes activités, il sert notamment de navire-école. Au cours de manœuvres de la Hochseeflotte au large de Heligoland, le 14 mai 1913, une explosion des machines a lieu, causant deux morts. Grâce au comportement de l'aspirant ingénieur Hans Heinrich Adolf Lüdemann, qui a perdu la vie, le navire est sauvé de la destruction. En son hommage, la Kriegsmarine baptisera le destroyer Z 18 Hans Lüdemann.
Au début de la Première Guerre mondiale, le bateau appartient à la 4. Torpedoboots-Halbflottille de la II. Torpedoboots-Flottille, en service en mer du Nord. Après le rééquipement de cette flottille avec les bateaux confisqués aux Argentins G 101 – G 104 et les destoyers faits pour la Marine russe B 97, B 98 et B 110 – B 112, les bateaux plus anciens sont transférés vers la mer Baltique. Le S 148 est classé dans la 19. Torpedoboots-Halbflottille de la X. Torpedoboots-Flottille, créée en 1915.
En mer Baltique, le S 148 sert activement en compagnie de ses sister-ships dans des missions d'escorte et de poses de mines. De plus, il effectue des patrouilles pour prévenir de la pénétration des sous-marins russes et britanniques. Du 3 au 5 juin 1915, le bateau accompagne les croiseurs SMS Augsburg et SMS Lübeck qui déposent des mines dans le détroit d'Irbe. Après cette mission, le S 148 et le S 139, le croiseur SMS Thetis se font ravitailler en charbon au large de l'île de Gotland ; durant le ravitaillement, le sous-marin britannique HMS E9 est repéré, ce dernier attaque en lançant trois torpilles qui frappent le Dora Hugo Stinnes qui transporte le combustible et le gaillard du S 148. Les navires militaires peuvent repartir, il y a un mort et deux blessés graves. Durant la fuite, les hélices sont remises à l'eau, le navire est remorqué par le S 139 par l'étrave jusqu'à Liepāja. Après les réparations, le navire appartient en 1916 à la Vorposten-Flottille et en 1917 à la 2. Halbflottille de la I. Geleit-Flottille en mer Baltique. Le 24 septembre 1917, à la suite de l'adoption de la nouvelle nomenclature, le S 148 devient le T 148, pour éviter toute confusion avec le nouveau bateau G 148.
Après la guerre et le traité de Versailles, le navire est remis à la Reichsmarine. Il est reconstruit en 1920 : le pont est élargi, les cheminées reçoivent des chapiteaux et les canons sont remplacés. Le bateau est entièrement révisé.
Le T 148 est mis en réserve de la 2. Torpedoboot-Flottille en mer du Nord et remis en activité en 1923. Le 26 janvier 1924, Kurt Fricke (de) prend le commandement. Avec l'arrivée des nouveaux torpilleurs de la classe Type 1924, il est retiré de la liste des navires de guerre le 8 octobre 1928 puis mis au rebut à Wilhelmshaven en juin 1935.